# ذا بوي ان بلو (فلم 1986)
ذا بوي ان بلو (بالإنجليزية: The Boy in Blue) هو فيلم دراما تم إنتاجه في كندا وصدر في سنة 1986. من بطولة نيكولاس كيج وكريستوفر بلامر.

## الميزانية والإيرادات
بلغت تكلفة إنتاج الفيلم حوالي CAD7.7 مليون دولار بينما حقق أرباحا تقدر بـ 275000 دولار.

## وصلات خارجية
- مقالات تستعمل روابط فنية بلا صلة مع ويكي بيانات